# Lophuromys aquilus
Lophuromys aquilus là một loài động vật có vú trong họ Chuột, bộ Gặm nhấm. Loài này được True mô tả năm 1892.